# Piet Doedens
Piet Doedens (Utrecht, 19 december 1942 – 15 juli 2022) was een Nederlands advocaat die bij leven tot de bekendste strafpleiters van Nederland behoorde. 

## Biografie
Zijn vader Herman Doedens was schrijver en docent op een middelbare school in Utrecht. Piet Doedens had in zijn jeugd een enorme hekel aan leren en zat volgens eigen zeggen op zes of zeven verschillende middelbare scholen, waarbij hij vele keren zou zijn blijven zitten. Zonder een diploma verliet hij de middelbare school en ontplooide zich op achttienjarige leeftijd als jazzpianist. Doedens was net 21 geworden toen zijn vriendin zwanger werd, waarna ze trouwden. Omdat hij als musicus amper genoeg geld verdiende om zijn gezin te onderhouden, besloot hij om alsnog de middelbare school af te maken. Overdag werkte hij bij het toenmalige vervoerbedrijf Van Gend & Loos en als magazijnbediende bij de Steenkolen Handelsvereniging (SHV). Toen hij 27 was deed hij staatsexamen, waarna hij in Utrecht rechten ging studeren.
Zijn carrière als advocaat startte in 1973 bij mr. Max Moszkowicz sr. in Maastricht. Rond 1980 keerde hij terug naar Utrecht, waar hij het kantoor van de toen bekende strafpleiter mr. B.F.J. Simon overnam. Ook doceerde hij als repetitor strafrecht aan de Kring van Utrechtse Repetitoren. In deze periode werd Doedens landelijk bekend, omdat hij met succes Rob van Z. in de Zaanse paskamermoord verdedigde. Andere bekende zaken waarin hij verdachten verdedigde, waren onder andere de Puttense moordzaak en het hoger beroep in de zaak rond de moord op de 13-jarige Sybine Jansons uit Maarn. Verder stond hij regelmatig bekende drugscriminelen bij zoals De Hakkelaar, Charles Zwolsman en Henk Rommy.
Doedens was de leermeester van onder meer Jan-Hein Kuijpers, Arthur van der Biezen en Natacha Harlequin.
Eind oktober 2007 werd Doedens getroffen door een zware hersenbloeding, die hem halfzijdig verlamde. Na een ziekenhuisopname volgde een langdurige revalidatie die hem uiteindelijk noopte in augustus 2008 zijn advocatenpraktijk te sluiten. 
Onder de titel De waarheid bestaat niet, dus zoek iets dat erop lijkt kwam in november 2013 een biografie over Doedens uit van de hand van oud-misdaadverslaggever Cees Koring van dagblad De Telegraaf. 
Doedens overleed op 15 juli 2022.